# Fort Stockton
La ville de Fort Stockton est le siège du comté de Pecos, dans l’État du Texas, aux États-Unis. Elle comptait 8 535 habitants lors du recensement de 2010.

## Personnalités liées
- Saxton Pope (1875-1926), médecin américain y est né.

## Source
- (en) Cet article est partiellement ou en totalité issu de l’article de Wikipédia en anglais intitulé « Fort Stockton, Texas » (voir la liste des auteurs).